# Fitchburg, Massachusetts
Fitchburg är en stad i Worcester County i Massachusetts och säte för Fitchburg State University. Vid 2010 års folkräkning hade Fitchburg 40 318 invånare.
Den finskspråkiga tidningen Raivaaja utkom i Fitchburg mellan 1905 och 2009. Det utkom även andra finskspråkiga tidningar i Fitchburg i slutet av 1800-talet och under de första decennierna av 1900-talet men de var inte lika långlivade.

## Kända personer från Fitchburg
- Amerie, sångare
- Louise Freeland Jenkins, astronom
- Erika Lawler, ishockeyspelare